# القطائع
القطائع (به عربی: القطائع) یک منطقهٔ مسکونی در مصر است. این شهر توسط احمد بن طولون بنا شده و پایتخت سلسله طولونیان بوده‌است.